# Сезон ФК «Чорноморець» (Одеса) 2022—2023
Сезон ФК «Чорноморець» (Одеса) 2022–2023 — 32-й сезон одеського футбольного клубу «Чорноморець» у чемпіонатах/кубках України та 85-й сезон в історії клубу. «Моряки» в 27-й раз зіграли у найвищому дивізіоні українського футболу. 13-й раз команда зіграла у Прем'єр-лізі України.

## Клуб

### Спонсори та екіпірування
10 вересня 2022 року у матчі 4-го туру чемпіонату України на футболках «Чорноморця» з'явилась напис "Allrise Capital", що вказує на те що власник одеського стадіону «Чорноморець» став титульним спонсором одеського клубу. 13 березня 2023 року «Чорноморець» призупинив співпрацю зі своїм спонсором «Parimatch».

### Тренерський склад
| Посада                  | Ім'я            |
| ----------------------- | --------------- |
| Головний тренер         | Роман Григорчук |
| Тренер                  | Олексій Антонов |
| Тренер                  | Олексій Гай     |
| Тренер                  | Михайло Савка   |
| Тренер                  | Степан Матвіїв  |
| Тренер воротарів        | Андрій Глущенко |
| Тренер по фізпідготовці | Ігор Касьяненко |

### Гравці
8 вересня 2022 року півзахисник Зігі Бадібанга став першим бельгійським «легіонером» в історії одеського клубу. 29 вересня 2022 року нападник Кевін Кубемба став першим конголезьким «легіонером» в історії одеського клубу.

#### Пішли з клубу
| Дата                 | Позиція     | Футболіст          | Наступний клуб      | Умови              |
| -------------------- | ----------- | ------------------ | ------------------- | ------------------ |
| Літо / Осінь 2022 р. |             |                    |                     |                    |
| 30 червня 2022       | захисник    | Крістіан Біловар   | «Динамо» (Київ)     | завершення оренди  |
| 30 червня 2022       | півзахисник | Микола Михайленко  | «Динамо» (Київ)     | завершення оренди  |
| 13 липня 2022        | захисник    | Артем Сухоцький    |                     | інфо               |
| 31 серпня 2022       | півзахисник | Микола Морозюк     | «Іпсонас»           | вільний агент      |
| 8 вересня 2022       | захисник    | Євгеній Мартиненко | «Фана ІЛ»           | інфо               |
| 16 вересня 2022      | нападник    | Максим Єрмоленко   | → «Оболонь» (Київ)  | оренда             |
| 21 вересня 2022      | півзахисник | Ілля Гаджук        |                     | вільний агент      |
| Зима 2022/23 р.      |             |                    |                     |                    |
| 1 січня 2023         | півзахисник | Реалдо Філі        |                     | вільний агент      |
| 1 січня 2023         | півзахисник | Сергій Петько      | «Минай»             | вільний агент      |
| 1 січня 2023         | захисник    | Сергій Суханов     | «Оболонь» (Київ)    | вільний агент      |
| 1 січня 2023         | півзахисник | Іван Литвиненко    | «Динамо» (Батумі)   | вільний агент      |
| 2 січня 2023         | півзахисник | Сергій Кравченко   |                     | завершення кар’єри |
| 5 січня 2023         | півзахисник | Іван Бобко         | → «Карпати» (Львів) | оренда             |
| 8 лютого 2023        | захисник    | Манджрекар Джеймс  | «Форч»              | вільний агент      |
| 14 лютого 2023       | нападник    | Кевін Кубемба      | «Арджеш» (Пітешть)  | вільний агент      |
| 23 лютого 2023       | півзахисник | Владислав Наумець  | «Металіст» (Харків) | вільний агент      |

#### Прийшли в клуб
| Дата                 | Позиція     | Футболіст            | Попередній клуб           | Умови         |
| -------------------- | ----------- | -------------------- | ------------------------- | ------------- |
| Літо / Осінь 2022 р. |             |                      |                           |               |
| 1 липня 2022         | захисник    | Максим Войтіховський | «Волинь» (Луцьк)          | вільний агент |
| 1 липня 2022         | захисник    | Сергій Суханов       | «Оболонь» (Київ)          | вільний агент |
| 1 липня 2022         | захисник    | Євген Селін          | «Десна» (Чернігів)        | вільний агент |
| 3 липня 2022         | захисник    | Сергій Петько        | «Верес» (Рівне)           | вільний агент |
| 10 липня 2022        | нападник    | Ілля Гаджук          | «Динамо» (Київ)           | вільний агент |
| 10 липня 2022        | нападник    | Максим Єрмоленко     | «Краматорськ»             | вільний агент |
| 11 липня 2022        | захисник    | Віталій Єрмаков      | «Металіст 1925» (Харків)  | вільний агент |
| 12 липня 2022        | воротар     | Дмитро Непогодов     | «Тобол» (Костанай)        | вільний агент |
| 21 липня 2022        | захисник    | Володимир Салюк      | «Балкани» (Зоря)          | вільний агент |
| 1 серпня 2022        | півзахисник | Владислав Наумець    | «Минай»                   | вільний агент |
| 9 серпня 2022        | півзахисник | Реалдо Філі          | «Ботошані»                | вільний агент |
| 15 серпня 2022       | півзахисник | Іван Литвиненко      | «Рух» (Львів)             | вільний агент |
| 8 вересня 2022       | півзахисник | Зігі Бадібанга       | «Анагенісі Кардіца»       | вільний агент |
| 9 вересня 2022       | захисник    | Максим Білий         | «Рух» (Львів)             | вільний агент |
| 29 вересня 2022      | нападник    | Кевін Кубемба        | «Куала-Лумпур Сіті»       | не оголошено  |
| 30 вересня 2022      | півзахисник | Інал Черткоєв        |                           | не оголошено  |
| Зима / Весна 2023 р. |             |                      |                           |               |
| 13 січня 2023        | нападник    | Даниїл Алефіренко    | «Зоря» (Луганськ)         | → оренда      |
| 17 січня 2023        | півзахисник | Євген Задоя          | «Колос» (Ковалівка)       | безкоштовно   |
| 30 січня 2023        | захисник    | Лука Гучек           | «Радомлє»                 | безкоштовно   |
| 31 січня 2023        | півзахисник | Олександр Васильєв   | «Львів»                   | безкоштовно   |
| 21 лютого 2023       | півзахисник | Олександр Демченко   | «Олександрія»             | безкоштовно   |
| 25 лютого 2023       | півзахисник | Гай Хадіда           | «Сакар'яспор» (Адапазари) | вільний агент |
| 1 березня 2023       | півзахисник | Артур Авагімян       | «Олександрія»             | → оренда      |
| 1 березня 2023       | захисник    | Ілля Ухань           | «Кривбас»                 | вільний агент |

## Хронологія сезону

### Липень2022
Товариські матчі
- 9 липня 2022 р. «Зімбру» (Кишинів) – «Чорноморець» – 0:3[41]

### Серпень2022
- 23 серпня 2022 р. У грі 1-го туру національної першості «Чорноморець» грав у місті Київ[42], де програв команді «Верес» з рахунком 0:1[43]. Воротар «Чорноморця» Дмитро Непогодов парирував пенальті.
- 27 серпня 2022 р. Матч 2-го туру чемпіонату України «моряки» знову провели у Києві[42], де зіграли 0:0 проти команди «Металіст 1925»[44]. Голкіпер «Чорноморця» Непогодов у другій грі поспіль парирував пенальті.

### Вересень2022
- 4 вересня 2022 р. У грі 3-го туру національної першості «Чорноморець» вдома зіграв 1:1 проти команди «Інгулець»[45]. Перший гол одеської команди в офіційних матчах сезону, та свій перший гол у складі одеської команди забив Манджрекар Джеймс.
- 10 вересня 2022 р. Матч 4-го туру чемпіонату України «моряки» грали у Львові[42], де з рахунком 1:2 поступилися донецькому «Шахтарю»[46].

### Жовтень2022
- 2 жовтня 2022 р. У «домашній» грі 5-го туру національної першості «Чорноморець» грав у місті Ковалівка[42], де програв «Олександрії» з рахунком 1:2[47].
- 8 жовтня 2022 р. Матч 6-го туру чемпіонату України «моряки» грали у місті Минай[42], де програли команді «Ворскла» з рахунком 1:2[48].
- 18 жовтня 2022 р. У «домашній» грі 8-го туру національної першості «Чорноморець» грав у селі Ковалівка[42], де програв «Зорі» з великим рахунком 0:4[49].
- 24 жовтня 2022 р. Матч 9-го туру чемпіонату України «моряки» знову провели у Ковалівці, де зіграли 1:1 із місцевим «Колосом»[50]. Свій перший гол у складі одеської команди забив Євген Селін.
- 30 жовтня 2022 р. У грі 10-го туру національної першості «Чорноморець» в Ужгороді[42] програв (0:1) команді «Дніпро-1»[51].

### Листопад2022
- 6 листопада 2022 р. Матч 11-го туру чемпіонату України «моряки» грали в Одесі, де з рахунком 0:3 програли київському «Динамо»[52].
- 10 листопада 2022 р. У грі 12-го туру національної першості «Чорноморець» у місті Минай переграв місцевий клуб ФК «Минай» з рахунком 1:0[53]. Це була перша перемога одеської команди в офіційних матчах сезону.
- 14 листопада 2022 р. Матч 13-го туру чемпіонату України «моряки» грали в Одесі, де з рахунком 2:0 перемогли ФК «Львів»[54]. Свої перші голи у складі «Чорноморця» забили Віталій Єрмаков та Максим Войтіховський.
- 25 листопада 2022 р. У грі 15-го туру національної першості «Чорноморець» вдома зіграв 0:0 проти команди «Металіст» (Харків)[55].

### Грудень2022
- 2 грудня 2022 р. Відкладений матч 7-го туру чемпіонату України «моряки» грали в Одесі, де з рахунком 0:1 програли команді «Кривбас» (Кривий Ріг)[56].
- 7 грудня 2022 р. У відкладеній грі 14-го туру національної першості «Чорноморець» у Львові зіграв 2:2 проти місцевої команди «Рух»[57].

### Січень2023
Товариські матчі
- 15 січня 2023 р. «Чорноморець» – «Реал Фарма» (Одеса) – 4:1[58]
- 21 січня 2023 р. «Чорноморець» – «Спартак» (Варна) – 1:1[59]
- 26 січня 2023 р. «Чорноморець» – «Нові Пазар» – 0:2[60]
- 29 січня 2023 р. «Чорноморець» – «Локомотив» (Ташкент) – 1:3[61]; «Чорноморець» – «Малішево» – 0:1[62]

### Лютий2023
Товариські матчі
- 2 лютого 2023 р. «Чорноморець» – «Шахтар» (Караганда) – 2:1[63]
- 5 лютого 2023 р. «Чорноморець» – «Турон» (Яйпан) – 4:2[64]
- 15 лютого 2023 р. «Чорноморець» – «Нива» (Вінниця) – 4:2[65]
- 18 лютого 2023 р. «Чорноморець» – «Реал Фарма» (Одеса) – 5:0[66]

### Березень2023
- 4 березня 2023 р. Матч 16-го туру чемпіонату України «моряки» грали в місті Рівне, де з рахунком 3:1 перемогли місцевий «Верес»[67]. Свої перші голи у складі одеської команди забили Бадібанга, Алефіренко, Гладкий. Бадібанга забив свій перший гол у матчах УПЛ.
- 11 березня 2023 р. У грі 17-го туру національної першості «Чорноморець» вдома зіграв 1:1 проти команди «Металіст 1925» (Харків)[68]. Це був ювілейний, 750-й матч одеської команди у чемпіонатах України[69].
- 19 березня 2023 р. Матч 18-го туру чемпіонату України «моряки» грали в місті Петрове, де з рахунком 2:1 перемогли місцевий «Інгулець»[70]. Свій перший гол у складі одеської команди, і у матчах УПЛ забив Хадіда.
- 26 березня 2023 р. Одеська команда зіграла два товариські матчі: «Чорноморець» – «Реал Фарма» (Одеса) – 3:0; «Чорноморець» – «Титан» (Одеса) – 7:1[71].

### Квітень2023
- 2 квітня 2023 р. У грі 19-го туру національної першості «Чорноморець» вдома зіграв 2:2 проти команди «Шахтар» (Донецьк)[72]. Свій перший гол у складі одеської команди, і у матчах УПЛ забив Салюк.
- 9 квітня 2023 р. Матч 20-го туру чемпіонату України «моряки» грали в місті Олександрія, де зіграли 1:1 із місцевим ФК «Олександрія»[73].
- 16 квітня 2023 р. У грі 21-го туру національної першості «Чорноморець» вдома програв (0:1) полтавській «Ворсклі»[74].
- 23 квітня 2023 р. Матч 22-го туру чемпіонату України «моряки» грали в місті Кривий Ріг, де з рахунком 3:2 перемогли місцевий «Кривбас»[75]. Свій перший гол у складі одеської команди забив Кузик.
- 29 квітня 2023 р. У грі 23-го туру національної першості «Чорноморець» у Києві[42] програв (1:3) луганській «Зорі»[76].

### Травень2023
- 3 травня 2023 р. Матч 24-го туру чемпіонату України «моряки» грали вдома, де з рахунком 3:0 перемогли «Колос» з Ковалівки[77]. Свій перший гол у складі одеської команди забив Демченко.
- 7 травня 2023 р. У грі 25-го туру національної першості «Чорноморець» вдома програв (1:2) команді «Дніпро-1»[78].
- 13 травня 2023 р. Матч 26-го туру чемпіонату України «моряки» грали у Києві, де з рахунком 3:2 перемогли місцеве «Динамо»[79].
- 20 травня 2023 р. У грі 27-го туру національної першості «Чорноморець» вдома програв (0:1) команді «Минай»[80].
- 25 травня 2023 р. Матч 28-го туру чемпіонату України «моряки» грали у Львові, де з рахунком 1:0 перемогли місцевий ФК «Львів»[81].
- 29 травня 2023 р. У грі 29-го туру національної першості «Чорноморець» вдома програв (1:3) команді «Рух»[82].

### Червень2023
- 4 червня 2023 р. Свій виїзний матч 30-го туру чемпіонату України «моряки» грали в Одесі[42], де з рахунком 3:0 перемогли харківський «Металіст»[83].

## Чемпіонат України
Докладніше: Чемпіонат України з футболу 2022—2023: Прем'єр-ліга
| М  | Команда          | І  | В  | Н  | П  | РМ    | О  |
| -- | ---------------- | -- | -- | -- | -- | ----- | -- |
| 1  | «Шахтар»         | 30 | 22 | 6  | 2  | 69−21 | 72 |
| 2  | «Дніпро-1»       | 30 | 21 | 4  | 5  | 61−27 | 67 |
| 3  | «Зоря»           | 30 | 20 | 4  | 6  | 61−34 | 64 |
| 4  | «Динамо»         | 30 | 18 | 6  | 6  | 51−25 | 60 |
| 5  | «Ворскла»        | 30 | 13 | 6  | 11 | 38−37 | 45 |
| 6  | ФК «Олександрія» | 30 | 10 | 14 | 6  | 42−39 | 44 |
| 7  | «Кривбас»        | 30 | 12 | 5  | 13 | 26−30 | 41 |
| 8  | ФК «Минай»       | 30 | 9  | 9  | 12 | 25−30 | 36 |
| 9  | «Колос»          | 30 | 10 | 6  | 14 | 23−36 | 36 |
| 10 | «Чорноморець»    | 30 | 9  | 8  | 13 | 35−40 | 35 |
| 11 | «Рух»            | 30 | 7  | 11 | 12 | 31−37 | 32 |
| 12 | «Металіст 1925»  | 30 | 6  | 14 | 10 | 23−42 | 32 |
| 13 | «Верес»          | 30 | 8  | 7  | 15 | 35−45 | 31 |
| 14 | «Інгулець»       | 30 | 8  | 7  | 15 | 22−34 | 31 |
| 15 | «Металіст»       | 30 | 5  | 7  | 18 | 27−58 | 22 |
| 16 | ФК «Львів»       | 30 | 3  | 4  | 23 | 18−52 | 13 |

а Згідно з рішенням КДК ФФУ від 23 вересня 2023 року «Минаю» присудили технічну перемогу над «Зорею» (3:0).

### Матчі[84]

#### Перше коло
| 1 тур 23.08.2022 / вівторок | «Чорноморець» (Одеса) | 0 : 1               | «Верес» (Рівне)                                                                                   | Україна, Київ                                                                        |  |
| 15:00 EET +30°С | Джеймс 90'            | протокол звіт відео | · Кльоц 22' · Вовченко 43' · Дахновський 48' (пен.) · Г. Пасіч 66' · Мірошник 90+3' · Когут 90+4' | Стадіон: НТК імені Віктора Баннікова Глядачі: 0 Суддя: М. Балакін (Київська область) |  |
| «Чорноморець»: Непогодов - Єрмаков (Бобко 80'), Джеймс, Селін, Салюк (Наумець 46'), Кравченко (Войтіховський 80'), Брагару, Філі (Плакса 50'), Політило, Штогрін (Юсов 62'), Гладкий Залишилися в запасі: Паст, Варакута, Суханов, Литвиненко, Кузик, Романов Тренер: Роман Григорчук «Верес»: Когут - С. Шестаков (Гагун 31'), Мірошник, Вовченко, Е. Пасіч, Кльоц, Кучеров, Дахновський (Гечев 86'), Лебеденко (С. Шарай 71'), Г. Пасіч (В. Шарай 86'), Гайдучик (Сергійчук 71') Залишилися в запасі: Ющишин, Гук, Квасний, Курко, М. Шестаков, Коркодим, Данилюк Тренер: Юрій Вірт |                       |                     |                                                                                                   |                                                                                      |  |

| 2 тур 27.08.2022 / субота | «Металіст 1925» (Харків) | 0 : 0               | «Чорноморець» (Одеса) | Україна, Київ                                                       |  |
| 15:00 EET +29°С | · Габелок 54' (пен.)     | протокол звіт відео | Джеймс 51'            | Стадіон: НСК «Олімпійський» Глядачі: 0 Суддя: Є. Арановський (Київ) |  |
| «Металіст 1925»: Мозіль - Шершень (Капінус 80'), Безуглий, Курило, Рудавський, Мартинюк, Русин, Габелок , Бичек, Ременюк (Дмитренко 80'), Борячук (Д. Кравченко 80') Залишилися в запасі: Сидоренко, І. Потімков, І. Коваленко, Жичиков, Ю. Потімков, Вендел, Дудік, Пономар, Зубков Тренер: Валерій Кривенцов «Чорноморець»: Непогодов - Селін, Джеймс, Єрмаков, Салюк, Політило, Плакса (Гладкий 85'), Бобко (Кузик 72'), Брагару (Філі 78'), Наумець, Юсов (Штогрін 78') Залишилися в запасі: Паст, Варакута, Суханов, С. Кравченко, Войтіховський, Литвиненко, Романов Тренер: Роман Григорчук |                          |                     |                       |                                                                     |  |

| 3 тур 04.09.2022 / неділя | «Чорноморець» (Одеса)                     | 1 : 1               | «Інгулець» (Петрове)                                 | Україна, Одеса                                                  |  |
| 15:00 EET +22°С | Юсов 22' Салюк 44' Брагару 63' Джеймс 66' | протокол звіт відео | Запорожець 33' Клименко 60' Одарюк 82' Марусич 90+3' | Стадіон: «Чорноморець» Глядачі: 0 Суддя: А. Коваленко (Полтава) |  |
| «Чорноморець»: Непогодов - Селін, Джеймс (Войтіховський 71'), Єрмаков, Салюк (Штогрін 46'), Політило , Плакса, Брагару, Наумець (Кузик 58'), Філі (Гладкий 58'), Юсов (Кравченко 46') Залишилися в запасі: Паст, Варакута, Суханов, Путря, Бобко, Литвиненко Тренер: Роман Григорчук «Інгулець»: Паламарчук - Запорожець (Марусич 83'), Клименко (Сітало 74'), Козак (Смоляков 74'), В. Блізніченко (Одарюк 67'), Коробенко, Ченбай, Кучеренко, Павлов, Нагієв, Саків Залишилися в запасі: Кучер, Сидоренко, Поспєлов, Резепов Тренер: Сергій Лавриненко |                                           |                     |                                                      |                                                                 |  |

| 4 тур 10.09.2022 / субота | «Шахтар» (Донецьк)                 | 2 : 1               | «Чорноморець» (Одеса)                                              | Україна, Львів                                                         |  |
| 17:00 EET +16°С | Швед 74' Траоре 90+3' Траоре 90+6' | протокол звіт відео | Брагару 10' Селін 26' Наумець 30' Гладкий 61' Філі 80' Салюк 90+1' | Стадіон: «Арена Львів» Глядачі: 0 Суддя: М. Балакін (Київська область) |  |
| «Шахтар»: Трубін - Кривцов, Степаненко , Швед (Тейлор 89'), Зубков (Очеретько 63'), Михайличенко, Бондаренко (Сікан 63'), Джурасек (Судаков 63'), Матвієнко, Конопля, Петряк (Траоре 46') Залишилися в запасі: Шевченко, Пятов, Бондар, Криськів, Кулаков, Топалов, Козік Тренер: Ігор Йовичевич «Чорноморець»: Непогодов - Єрмаков, Джеймс, Путря (Салюк 87'), Наумець (Штогрін 74'), Гладкий (Філі 71'), Бобко , Плакса, Селін, Брагару (Юсов 87'), Політило Залишилися в запасі: Паст, Варакута, Бадібанга, Суханов, Білий, Кузик, Литвиненко, Войтіховський Тренер: Роман Григорчук |                                    |                     |                                                                    |                                                                        |  |

| 5 тур 02.10.2022 / неділя | «Чорноморець» (Одеса)               | 1 : 2               | «Олександрія»                                              | Україна, Ковалівка                                       |  |
| 15:00 EET +13°С | Непогодов 49' Путря 67' Брагару 78' | протокол звіт відео | Мірошніченко 60' Мірошніченко 71' Ковалець 83' Волошин 86' | Стадіон: «Колос» Глядачі: 0 Суддя: Р. Блавацький (Львів) |  |
| «Чорноморець»: Непогодов - Селін (Салюк 90+1'), В. Єрмаков, Джеймс, Путря (Кузик 90+1'), Політило, Плакса (Наумець 59'), Бобко , Брагару, Юсов, Бадібанга (Паст 50' Варакута 59') Залишилися в запасі: Білий, Гладкий, Кравченко, Штогрін, Філі, Литвиненко Тренер: Роман Григорчук «Олександрія»: Білик - Бабогло, Дришлюк, Калітвінцев, Дячук, Кожушко (Третьяков 67'), Демченко (Ковалець 80'), Цуріков, Копина ( Мірошніченко 37'), Рибалка , Кобзар (Волошин 67') Залишилися в запасі: Г. Єрмаков, Мельник, Авагімян, Костишин, Шулянський, Скорко, Мартинюк, Мустафаєв Тренер: Юрій Гура |                                     |                     |                                                            |                                                          |  |

| 6 тур 08.10.2022 / субота | «Ворскла» (Полтава)                           | 2 : 1               | «Чорноморець» (Одеса)                                       | Україна, Минай                                                        |  |
| 13:00 EET +21°С | Чеснаков 49' Зайков 68' Різник 68' Сефері 88' | протокол звіт відео | Салюк 23' Бобко 52' Кравченко 63' Путря 84' Кравченко 90+4' | Стадіон: «Минай» Глядачі: 0 Суддя: О. Деревінський (Київська область) |  |
| «Ворскла»: Різник - Зайков, Скляр, Олійник, А. Кравчук (Козиренко 72'), Степанюк (Марлісон 90+3'), Сефері (Челядін 90+3'), Чеснаков , Кравець, Бацула (Толі 72'), Юрченко (Нестеренко 85') Залишилися в запасі: Ісенко, Домолега, Павлюк, Мельничук, Тотре, Кулаковський, Черниш Тренер: Віктор Скрипник «Чорноморець»: Варакута, Салюк (Бадібанга 90+1'), Єрмаков, Джеймс, Путря (Штогрін 87'), Кравченко , Кузик (Гладкий 87'), Бобко (Кубемба 90+1'), Брагару, Політило, Юсов Залишилися в запасі: Даскалиця, Ширяєв, Білий, Наумець, Плакса, Філі, Литвиненко, Войтіховський Тренер: Роман Григорчук |                                               |                     |                                                             |                                                                       |  |

| 7 тур 02.12.2022 / п'ятниця | «Чорноморець» (Одеса)    | 0 : 1               | «Кривбас» (Кривий Ріг)   | Україна, Одеса                                              |  |
| 13:00 EET +3°С | Бадібанга 83' Джеймс 83' | протокол звіт відео | Стецьков 45' Волошин 75' | Стадіон: «Чорноморець» Глядачі: 0 Суддя: І. Пасхал (Херсон) |  |
| «Чорноморець»: Непогодов - Єрмаков, Джеймс, Путря , Білий (Гладкий 78'), Петько (Бобко 78'), Політило, Брагару, Юсов (Кузик 66'), Наумець (Бадібанга 46'), Войтіховський (Кубемба 46') Залишилися в запасі: Варакута, Суханов, Штогрін, Плакса, Черткоев, Даскалиця Тренер: Роман Григорчук «Кривбас»: Сарнавський , Понєдельнік, Стецьков, Вернидуб, Якімець, Капіч, Татарков (Рябов 76'), Хомченовський, Микитишин (Задерака 46'), Дебелко, Волошин (Устименко 87') Залишилися в запасі: Кліщук, Опанасенко, Семотюк, Лавріч, Кораблін, Хобленко Тренер: Юрій Вернидуб |                          |                     |                          |                                                             |  |

| 8 тур 18.10.2022 / вівторок | «Чорноморець» (Одеса) | 0 : 4               | «Зоря» (Луганськ)                                       | Україна, Ковалівка                                               |  |
| 15:00 EET +21°С |                       | протокол звіт відео | Булеца 17' Кирюханцев 29' Русин 44' Шахов 56' Шахов 86' | Стадіон: «Колос» Глядачі: 0 Суддя: М. Балакін (Київська область) |  |
| «Чорноморець»: Непогодов - Єрмаков, Джеймс, Салюк (Штогрін 46'), Путря (Гладкий 67'), Політило, Бобко (Філі 67'), Кузик (Литвиненко 76'), Брагару, Наумець (Бадібанга 46'), Юсов Залишилися в запасі: Варакута, Даскалиця, Селін, Петько, Плакса, Кубемба, Войтіховський Тренер: Роман Григорчук «Зоря»: Мацапура - Бутко, Батагов, Імереков , Данченко, Чурко (Бражко 72'), Шахов, Русин (Алефіренко 77'), Булеца (Михайленко 86'), Кирюханцев (Луньов 86'), Нагнойний (Антюх 72') Залишилися в запасі: Турбаєвський, Сміян, Алібеков, Снурніцин, Хлань, Гулько, Сапутін Тренер: Патрік ван Леувен |                       |                     |                                                         |                                                                  |  |

| 9 тур 24.10.2022 / понеділок | «Колос» (Ковалівка)                                                                        | 1 : 1               | «Чорноморець» (Одеса)                       | Україна, Ковалівка                                     |  |
| 15:00 EET +10°С | Чоботенко 35' Безбородько 49' Мякушко 64' Оріховський 72' (пен.) Смирний 89' Мякушко 90+4' | протокол звіт відео | Селін 20' Брагару 54' О. Кузик 69' Філі 90' | Стадіон: «Колос» Глядачі: 0 Суддя: В. Романов (Дніпро) |  |
| «Колос»: Волинець - Чоботенко, Новак, Золотов, Ємець, Мілько (Ісаєнко 68'), Смирний, Болбат (Оріховський 58'), Мякушко, Ільїн (Д. Кузик 80'), Попов (Безбородько 46') Залишилися в запасі: Фесюн, Зозуля, Чорноморець, Гончаренко, Задоя, Богданов, Велетень, Лисенко Тренер: Ярослав Вишняк «Чорноморець»: Непогодов - Єрмаков, Джеймс, Селін, Путря, Кравченко , Політило, О. Кузик (Штогрін 72' Філі 88'), Брагару, Наумець (Бадібанга 72'), Юсов (Гладкий 72') Залишилися в запасі: Варакута, Білий, Бобко, Петько, Салюк, Кубемба, Литвиненко, Войтіховський Тренер: Роман Григорчук |                                                                                            |                     |                                             |                                                        |  |

| 10 тур 30.10.2022 / неділя | «Дніпро-1» (Дніпро)                   | 1 : 0               | «Чорноморець» (Одеса)     | Україна, Ужгород                                          |  |
| 13:00 EET +11°С | Сваток 20' Піхальонок 23' Сарапій 72' | протокол звіт відео | Бадібанга 40' Гладкий 43' | Стадіон: «Авангард» Глядачі: 0 Суддя: К. Монзуль (Харків) |  |
| «Дніпро-1»: Велеф - Бузанелло, Сарапій, Сваток , Адамюк, Амаш (Когут 78'), Бабенко, Рубчинський (Логінов 90'), Піхальонок (Балулі 85'), Назаренко, Довбик Залишилися в запасі: Рибак, Юрчук, Кінарейкін, Кононов, Гомес Тренер: Олександр Кучер «Чорноморець»: Непогодов - Єрмаков, Джеймс, Селін (Салюк 74'), Путря (Штогрін 85'), Кравченко , Політило (Кубемба 85'), Брагару, Бобко (Плакса 85'), Бадібанга (Наумець 43'), Гладкий Залишилися в запасі: Варакута, Білий, Кузик, Литвиненко, Суханов, Петько, Даскалиця Тренер: Роман Григорчук |                                       |                     |                           |                                                           |  |

| 11 тур 06.11.2022 / неділя | «Чорноморець» (Одеса)                 | 0 : 3               | «Динамо» (Київ)                                                             | Україна, Одеса                                                  |  |
| 15:00 EET +11°С | Джеймс 30' С. Кравченко 34' Білий 87' | протокол звіт відео | Лонвейк 20' Циганков 25' (пен.) Буяльский 48' Сидорчук 53' Ванат 90' (пен.) | Стадіон: «Чорноморець» Глядачі: 0 Суддя: А. Коваленко (Полтава) |  |
| «Чорноморець»: Непогодов - Кузик, Джеймс, Селін (Салюк 68'), Путря, С. Кравченко (Войтіховський 81'), Політило (Плакса 46'), Брагару, Бобко (Наумець 46'), Білий, Гладкий (Кубемба 68') Залишилися в запасі: Варакута, Єрмаков, Суханов, Литвиненко, Штогрін, Петько, Філі Тренер: Роман Григорчук «Динамо»: Нещерет - Попов (Сирота 46'), Сидорчук (Парріс 81'), Кабаєв (Гармаш 46'), Ванат, Циганков, Караваєв (Вівчаренко 64'), Лонвейк, Забарний, Буяльский, Кендзьора (М. Кравченко 68') Залишилися в запасі: Бущан, Ігнатенко, Шепелєв, Андрієвський, Тимчик, Діалло, Бєсєдін Тренер: Мірча Луческу |                                       |                     |                                                                             |                                                                 |  |

| 12 тур 10.11.2022 / четвер | «Минай»                   | 0 : 1               | «Чорноморець» (Одеса)                                             | Україна, Минай                                                   |  |
| 13:00 EET +11°С | Трубочкін 73' Дмитрук 83' | протокол звіт відео | Путря 4' (пен.) Джеймс 47' Джеймс 71' Кубемба 81' Непогодов 90+4' | Стадіон: «Минай» Глядачі: 0 Суддя: А. Романюк (Івано-Франківськ) |  |
| «Минай»: Бандура - Горін, Гончар, Нємчанінов, Трубочкін (Рогозинський 79'), Вітенчук, Воробчак (Дмитрук 68'), Хахльов, Твердохліб (Колесник 79'), Кулієв (Кравчук 87'), Коломоєць (Вишневський 46') Залишилися в запасі: Пеньков, Кемкін, Байдал, Паламар, Касімов, Чуєв, Голуб Тренер: Володимир Шаран «Чорноморець»: Непогодов - Єрмаков, Джеймс, Путря, Салюк, Кравченко , Плакса (Білий 76'), Брагару, Бобко (Політило 68'), Наумець, Кубемба (Гладкий 85') Залишилися в запасі: Варакута, Селін, Суханов, Кузик, Литвиненко, Бадібанга, Петько, Філі, Войтіховський Тренер: Роман Григорчук |                           |                     |                                                                   |                                                                  |  |

| 13 тур 14.11.2022 / понеділок | «Чорноморець» (Одеса)         | 2 : 0               | «Львів» | Україна, Одеса                                                      |  |
| 14:00 EET +14°С | Єрмаков 66' Войтіховський 80' | протокол звіт відео |         | Стадіон: «Чорноморець» Глядачі: 0 Суддя: О. Омельченко (Слов'янськ) |  |
| «Чорноморець»: Непогодов - Єрмаков, Білий (Селін 90'), Путря, Салюк, Кравченко , Політило, Брагару (Кузик 85'), Бобко (Гладкий 46'), Наумець (Бадібанга 72'), Кубемба (Войтіховський 72') Залишилися в запасі: Варакута, Суханов, Штогрін, Плакса, Литвиненко, Петько, Філі Тренер: Роман Григорчук «Львів»: Ільющенков , Никитюк, Муравський, Вовкун (Ременяк 69'), Грисьо, Мильченко (Якимів 77'), Шишка, Полегенько, Бойко, Крушинський (Нич 63'), Бугай (В. Михайлів 69') Залишилися в запасі: Пономаренко, Сасовський, Сімінін, Р. Михайлів Тренер: Олег Дулуб |                               |                     |         |                                                                     |  |

| 14 тур 07.12.2022 / середа | «Рух» (Львів)                                               | 2 : 2               | «Чорноморець» (Одеса)                       | Україна, Львів                                                      |  |
| 13:00 EET +1°С | Підгурський 44' Руніч 62' Довгий 64' Слюбик 71' Карабін 84' | протокол звіт відео | Юсов 25' Юсов 35' Брагару 45' Непогодов 82' | Стадіон: «Україна» Глядачі: 0 Суддя: В. Копієвський (Кропивницький) |  |
| «Рух»: Ледвій - Слюбик, Роман (Кітела 90+5'), Мисик (Лях 78'), Сапуга , Довгий, Підгурський (Холод 46'), Таллес, Карабін, Альваренга (Руніч 55'), Соломон (Квасниця 78') Залишилися в запасі: Паньків, Герета, Веремієнко, Федор, Пастух Тренер: Леонід Кучук «Чорноморець»: Непогодов - Єрмаков, Путря , Бобко (Петько 81'), Кузик, Політило, Брагару, Салюк, Бадібанга, Юсов (Суханов 77'), Войтіховський (Гладкий 88') Залишилися в запасі: Варакута, Штогрін, Плакса, Черткоєв, Білий, Даскалиця, Наумець, Кубемба Тренер: Роман Григорчук |                                                             |                     |                                             |                                                                     |  |

| 15 тур 25.11.2022 / п'ятниця | «Чорноморець» (Одеса) | 0 : 0               | «Металіст» (Харків)       | Україна, Одеса                                                |  |
| 13:00 EET +7°С | Салюк 70'             | протокол звіт відео | Демченко 36' Кайдалов 86' | Стадіон: «Чорноморець» Глядачі: 0 Суддя: В. Новохатній (Київ) |  |
| «Чорноморець»: Непогодов - Єрмаков, Джеймс, Путря, Салюк (Кузик 78'), Кравченко , Політило, Брагару, Юсов (Войтіховський 46'), Наумець (Бадібанга 71'), Кубемба (Гладкий 46') Залишилися в запасі: Варакута, Селін, Суханов, Штогрін, Плакса, Бобко, Петько, Даскалиця Тренер: Роман Григорчук «Металіст»: Костик - Клименчук, Шопін, Каплієнко, Мизюк, Танковський, Демченко (Ралюченко 67'), Панасенко (Багачанський 67'), Підлепенець, Картушов (Кайдалов 82'), Прядун (Рязанцев 40') Залишилися в запасі: Рибка, Книш, Порох, Піко, Зновенко Тренер: Олег Ратій (в. о.) |                       |                     |                           |                                                               |  |

#### Друге коло
| 16 тур 04.03.2023 / субота | «Верес» (Рівне)                                                   | 1 : 3               | «Чорноморець» (Одеса)                                       | Україна, Рівне                                            |  |
| 14:00 EET +2°С | Г. Пасіч 24' Кльоц 39' Маткобожик 60' С. Шарай 69' Маткобожик 86' | протокол звіт відео | Бадібанга 13' Путря 74' Алефіренко 76' Гладкий 90+2' (пен.) | Стадіон: «Авангард» Глядачі: 0 Суддя: В. Романов (Дніпро) |  |
| «Верес»: Когут - Балан, Маткобожик, Курко, Гагун, Кльоц, Кучеров, Дахновський (Блізніченко 73'), С. Шарай (Лебеденко 73'), Г. Пасіч, Гайдучик (М. Шестаков 73') Залишилися в запасі: Ющишин, Хондак, Квасний, Шух, Тишинінов, Поворознюк Коркодим Тренер: Юрій Вірт «Чорноморець»: Непогодов - Путря , Брагару, Салюк, Васильєв, Гучек, Кузик (Демченко 81'), Політило (Авагімян 81'), Бадібанга, Юсов (Гладкий 89'), Штогрін (Алефіренко 73') Залишилися в запасі: Даскалиця, Варакута, Білий, Селін, Задоя, Плакса, Черткоєв Тренер: Роман Григорчук |                                                                   |                     |                                                             |                                                           |  |

| 17 тур 11.03.2023 / субота | «Чорноморець» (Одеса) | 1 : 1               | «Металіст 1925» (Харків)                                                          | Україна, Одеса                                              |  |
| 15:00 EET +10°С | Алефіренко 9'         | протокол звіт відео | Вачіберадзе 19' Жичиков 57' Вачіберадзе 63' Курило 73' Ременюк 90' Мартинюк 90+3' | Стадіон: «Чорноморець» Глядачі: 0 Суддя: О. Солов`ян (Київ) |  |
| «Чорноморець»: Непогодов - Путря , Брагару, Салюк, Васильєв, Гучек, Кузик (Політило 86'), Демченко, Бадібанга (Штогрін 86'), Юсов (Гладкий 84'), Алефіренко Залишилися в запасі: Даскалиця, Варакута, Білий, Селін, Задоя, Черткоєв Тренер: Роман Григорчук «Металіст 1925»: Мозіль - Жичиков, Безуглий, Курило, Шершень, Мартинюк, Р. Русин (Капінус 88'), Габелок , Вачіберадзе (Островський 88'), Дмитренко (Ременюк 73'), Бичек (Чирук 66') Залишилися в запасі: І. Потімков, Іванніков, Коваленко, Рудавський, Ю. Потімков, Абдуллаєв, Ігор Тренер: Едмар |                       |                     |                                                                                   |                                                             |  |

| 18 тур 19.03.2023 / неділя | «Інгулець» (Петрове)                            | 1 : 2               | «Чорноморець» (Одеса)                                                                 | Україна, Петрове                                            |  |
| 13:00 EET +7°С | Козак 27' Кухарук 30' Клименко 52' Головкін 83' | протокол звіт відео | Хадіда 2' (пен.) Салюк 20' Алефіренко 40' Алефіренко 42' Демченко 64' Непогодов 90+1' | Стадіон: «Інгулець» Глядачі: 0 Суддя: Р. Блавацький (Львів) |  |
| «Інгулець»: Паламарчук - Нагієв, Кучеренко (Кравчук 80'), Ковальов , Мельничук (Поспєлов 55'), Смоляков, Клименко, Кухарук, Козак (Головкін 65'), Одарюк (Козиренко 55'), Марусич Залишилися в запасі: Білик, Сітало, Павлов, Коробенко, Сидоренко, Мандриченко, Блізніченко, Резепов Тренер: Сергій Ковалець «Чорноморець»: Непогодов - Путря , Брагару, Салюк, Васильєв, Гучек, Кузик (Політило 78'), Демченко, Бадібанга, Хадіда (Юсов 71'), Алефіренко (Авагімян 90+3') Залишилися в запасі: Даскалиця, Варакута, Білий, Селін, Задоя, Єрмаков, Гладкий, Черткоєв Тренер: Роман Григорчук |                                                 |                     |                                                                                       |                                                             |  |

| 19 тур 02.04.2023 / неділя | «Чорноморець» (Одеса)                                                    | 2 : 2               | «Шахтар» (Донецьк)                                   | Україна, Одеса                                                  |  |
| 15:00 EET +8°С | Путря 9' (пен.) Салюк 41' Хадіда 45+2' Путря 58' Васильєв 73' Юсов 90+3' | протокол звіт відео | Криськів 1' Гочолеішвілі 19' Бондар 43' Назарина 54' | Стадіон: «Чорноморець» Глядачі: 0 Суддя: А. Коваленко (Полтава) |  |
| «Чорноморець»: Непогодов - Путря , Брагару, Салюк, Васильєв, Гучек, Кузик (Авагімян 70'), Демченко, Бадібанга, Хадіда (Юсов 84'), Алефіренко Залишилися в запасі: Паст, Варакута, Білий, Селін, Задоя, Політило, Єрмаков, Гладкий, Штогрін, Войтіховський Тренер: Роман Григорчук «Шахтар»: Трубін - Траоре (Сікан 73'), Бондар, Судаков (Келсі 82'), Гочолеішвілі (Топалов 73'), Міхайліченко, Криськів, Бондаренко (Джурасек 82'), Матвієнко , Конопля, Назарина Залишилися в запасі: Шевченко, Пятов, Тотовицький, Тейлор, Фарина, Ракіцький, Борячук, Тоіров Тренер: Ігор Йовічевіч |                                                                          |                     |                                                      |                                                                 |  |

| 20 тур 09.04.2023 / неділя | «Олександрія»                           | 1 : 1               | «Чорноморець» (Одеса)                                                   | Україна, Олександрія                                     |  |
| 13:00 EET +13°С | Сігеєв 47' Ковалець 69' Калітвінцев 69' | протокол звіт відео | Демченко 28' Алефіренко 35' Демченко 45+2' Алефіренко 83' Непогодов 89' | Стадіон: КСК «Ніка» Глядачі: 0 Суддя: І. Пасхал (Херсон) |  |
| «Олександрія»: Шевченко - Бабогло, Ковалець (Шулянський 81'), Кулаков (Кобзар 65'), Третьяков, Мірошниченко, Кожушко (Калітвінцев 46'), Логінов, Цуріков, Михайленко (Рибалка 65'), Мустафаєв (Сігєєв 46') Залишилися в запасі: Горох, Савченко, Волошин, Скорко, Копина, Бондаренко, Г. Єрмаков Тренер: Руслан Ротань «Чорноморець»: Непогодов - В. Єрмаков, Брагару , Салюк, Васильєв, Гучек, Кузик (Юсов 78'), Демченко, Бадібанга, Хадіда (Політило 46'), Алефіренко Залишилися в запасі: Паст, Варакута, Білий, Селін, Задоя, Гладкий, Штогрін, Черткоєв, Войтіховський Тренер: Роман Григорчук |                                         |                     |                                                                         |                                                          |  |

| 21 тур 16.04.2023 / неділя | «Чорноморець» (Одеса)            | 0 : 1               | «Ворскла» (Полтава)                                           | Україна, Одеса                                                |  |
| 15:00 EET +11°С | Васильєв 31' Войтіховський 90+2' | протокол звіт відео | Бацула 45' Чеснаков 51' Павлюк 60' Олійник 64' Сулейманов 85' | Стадіон: «Чорноморець» Глядачі: 0 Суддя: Ю. Іванов (Макіївка) |  |
| «Чорноморець»: Паст - Путря , Брагару, Салюк, Васильєв, Гучек, Кузик, Політило (Єрмаков 46'), Бадібанга (Авагімян 74'), Юсов (Войтіховський 40'), Алефіренко Залишилися в запасі: Даскалиця, Варакута, Білий, Селін, Задоя, Гладкий, Штогрін, Черткоєв Тренер: Роман Григорчук «Ворскла»: Ісенко - Кравець, Пердута, Скляр, Олійник (Яворський 87'), Степанюк, Сулейманов, Чеснаков , Павлюк, Бацула, Челядін (Феліпе 68') Залишилися в запасі: Домолега, Крупський, Рамірес, Кане, Кулаковський, Лопес, Нестеренко Тренер: Віктор Скрипник |                                  |                     |                                                               |                                                               |  |

| 22 тур 23.04.2023 / неділя | «Кривбас» (Кривий Ріг)                    | 2 : 3               | «Чорноморець» (Одеса)                                                          | Україна, Кривий Ріг                                               |  |
| 15:00 EET +18°С | Задерака 58' Луньов 62' Бескоровайний 71' | протокол звіт відео | Алефіренко 40' Кузик 66' Салюк 66' Алефіренко 77' Непогодов 85' Алефіренко 88' | Стадіон: «Гірник» Глядачі: 0 Суддя: М. Балакін (Київська область) |  |
| «Кривбас»: Сарнавський - Опанасенко, Бескоровайний, Стецьков, Дібанго, Приходько, Татарков (Семотюк 86'), Луньов (Понєдельнік 78'), Хомченовський, Задерака, Микитишин Залишилися в запасі: Кліщук, Хома, Вернидуб, Рябов, Шевченко, Кораблін, Карпусь Тренер: Юрій Вернидуб «Чорноморець»: Непогодов - Гучек (Єрмаков 79'), Салюк, Брагару, Васильєв, Путря , Демченко, Кузик, Алефіренко, Бадібанга, Авагімян (Войтіховський 90') Залишилися в запасі: Варакута, Паст, Гладкий, Білий, Політило, Задоя, Селін, Штогрін, Юсов, Черткоєв Тренер: Роман Григорчук |                                           |                     |                                                                                |                                                                   |  |

| 23 тур 29.04.2023 / субота | «Зоря» (Луганськ)                            | 3 : 1               | «Чорноморець» (Одеса)                            | Україна, Київ                                                                 |  |
| 13:00 EET +13°С | Герреро 16' Антюх 34' Імереков 43' Русин 79' | протокол звіт відео | Авагімян 19' Єрмаков 44' Гучек 64' Бадібанга 89' | Стадіон: «Динамо» імені В. Лобановського Глядачі: 0 Суддя: А. Абдула (Харків) |  |
| «Зоря»: Сапутін - Імереков , Батагов, Вантух, Бутко, Бражко, Шахов, Булеца (Мишньов 62'), Русин (Полегенько 83'), Антюх (Дришлюк 83'), Герреро (Погорілий 90') Залишилися в запасі: Кучерук, Турбаєвський, Гулько, Бурда, Мороховець, Хахльов, Нагнойний, Почапський Тренер: Патрік ван Леувен «Чорноморець»: Непогодов - Путря , Брагару, Салюк, Васильєв (Політило 80'), Гучек (Штогрін 71'), Кузик, Авагімян (Войтіховський 78'), Бадібанга, Демченко, Єрмаков Залишилися в запасі: Паст, Варакута, Білий, Селін, Задоя, Гладкий, Черткоєв Тренер: Роман Григорчук |                                              |                     |                                                  |                                                                               |  |

| 24 тур 03.05.2023 / середа | «Чорноморець» (Одеса)                              | 3 : 0               | «Колос» (Ковалівка)    | Україна, Одеса                                                 |  |
| 15:00 EET +17°С | Бадібанга 7' Кузик 36' Алефіренко 58' Демченко 72' | протокол звіт відео | Мілько 27' Ісаєнко 78' | Стадіон: «Чорноморець» Глядачі: 0 Суддя: Р. Блавацький (Львів) |  |
| «Чорноморець»: Паст - Путря , Брагару, Салюк, Васильєв, Єрмаков, Кузик (Задоя 83'), Авагімян (Гладкий 83'), Бадібанга (Штогрін 83'), Демченко (Політило 89'), Алефіренко (Войтіховський 89') Залишилися в запасі: Непогодов, Варакута, Білий, Селін, Черткоєв Тренер: Роман Григорчук «Колос»: Волинець - Чорноморець, Новак, Чоботенко, Кравченко, Мілько , Богданов (Ісаєнко 61'), Оріховський, Болбат (Гусол 86'), Ільїн (Велетень 86'), Лисенко (Попов 61') Залишилися в запасі: Маханьков, Фесюн, Зозуля, Золотов, Ємець, Криворучко Тренер: Ярослав Вишняк |                                                    |                     |                        |                                                                |  |

| 25 тур 07.05.2023 / неділя | «Чорноморець» (Одеса)                                                    | 1 : 2               | «Дніпро-1» (Дніпро)                                            | Україна, Одеса                                                |  |
| 13:00 EET +18°С | Путря 27' Брагару 50' Алефіренко 54' Салюк 58' Васильєв 63' Авагімян 75' | протокол звіт відео | · Назаренко 57' · Довбик 65' (пен.) · Гуцуляк 76' · Довбик 82' | Стадіон: «Чорноморець» Глядачі: 0 Суддя: Д. Панчишин (Харків) |  |
| «Чорноморець»: Паст - Путря (Штогрін 88'), Брагару, Салюк, Васильєв, Єрмаков, Кузик (Войтіховський 88'), Авагімян (Хадіда 82'), Бадібанга, Демченко, Алефіренко Залишилися в запасі: Непогодов, Варакута, Білий, Селін, Задоя, Політило, Гладкий, Черткоєв Тренер: Роман Григорчук «Дніпро-1»: Рибак - Назаренко (Є. Пасіч 86'), Сарапій, Сваток , Адамюк (Хайнер 86'), Бланко (Пеглоу 58'), Бабенко, Рубчинський (Когут 75'), Піхальонок (Підлепенець 86'), Гуцуляк, Довбик Залишилися в запасі: Валеф, Гомес, Федорів, Лучкевич, Танковський, Танчик Тренер: Олександр Кучер |                                                                          |                     |                                                                |                                                               |  |

| 26 тур 13.05.2023 / субота | «Динамо» (Київ)                                            | 2 : 3               | «Чорноморець» (Одеса)                          | Україна, Київ                                                                  |  |
| 14:00 EET +21°С | Беніто 22' Ванат 53' Буяльський 55' Дячук 56' Дубінчак 72' | протокол звіт відео | Єрмаков 4' Демченко 11' Демченко 71' Салюк 76' | Стадіон: «Динамо» імені В. Лобановського Глядачі: 0 Суддя: В. Романов (Дніпро) |  |
| «Динамо»: Нещерет - Вівчаренко (Дубінчак 71'), Сидорчук , Ванат (Рамірес 84'), Андрієвський (Лонвейк 78'), Караваєв, Дячук, Буяльський, Сирота, Беніто (Парріс 71'), Волошин (Царенко 71') Залишилися в запасі: Бущан, Боль, Шепелєв, Яцик, Гармаш, Малиш, Рамадані Тренер: Олександр Шовковський (т.в.о.) «Чорноморець»: Паст - Путря , Гучек, Салюк, Політило, Єрмаков, Кузик (Задоя 88'), Хадіда (Штогрін 46' ; Гладкий 80'), Бадібанга, Демченко, Алефіренко (Черткоєв 90+3') Залишилися в запасі: Непогодов, Варакута, Білий, Селін, Ухань, Войтіховський Тренер: Роман Григорчук |                                                            |                     |                                                |                                                                                |  |

| 27 тур 20.05.2023 / субота | «Чорноморець» (Одеса) | 0 : 1               | «Минай»                                                      | Україна, Одеса                                              |  |
| 13:00 EET +25°С | Демченко 33'          | протокол звіт відео | Мельник 32' Дмитрук 52' Немчанінов 54' Гечев 61' Кравчук 81' | Стадіон: «Чорноморець» Глядачі: 0 Суддя: А. Абдула (Харків) |  |
| «Чорноморець»: Паст - Путря , Гучек (Білий 28' ; Гладкий 78'), Васильєв, Брагару, Єрмаков, Кузик (Войтіховський 78'), Хадіда (Авагімян 63'), Бадібанга, Демченко, Алефіренко Залишилися в запасі: Непогодов, Варакута, Селін, Політило, Штогрін, Черткоєв Тренер: Роман Григорчук «Минай»: Бандура - Дмитрук, Булеза, Кравчук, Немчанінов, Петько, Вітенчук, Рогозинський (Гончар 83'), Гечев (Твердохліб 71'), Коломоєць (Чуєв 88'), Мельник Залишилися в запасі: Кемкін, Пеньков, Трубочкін, Шишка, Паламар, Байдал, Голуб Тренер: Володимир Шаран |                       |                     |                                                              |                                                             |  |

| 28 тур 25.05.2023 / четвер | «Львів»                | 0 : 1               | «Чорноморець» (Одеса)            | Україна, Львів                                                  |  |
| 14:00 EET +25°С | Мишенко 1' Михавко 72' | протокол звіт відео | Салюк 23' Хадіда 65' Єрмаков 82' | Стадіон: «Скіф» Глядачі: 0 Суддя: А. Романюк (Івано-Франківськ) |  |
| «Львів»: Ольховий - Сасовський, Михавко (Никитюк 72'), Грисьо , Д. Кузик (Киричок 67'), Алібеков (Ременяк 61'), В. Михайлів, Мишенко, Бєляєв (Вовкун 61'), Р. Михайлів, Бугай (Герич 46') Залишилися в запасі: Шарун, Мудрий, Сімінін, Мильченко, Вишинський, Богунов Тренер: Анатолій Безсмертний «Чорноморець»: Паст - Путря , Єрмаков, Салюк, Брагару, Васильєв, Білий, О. Кузик, Хадіда (Політило 67'), Авагімян (Войтіховський 73' ; Штогрін 80'), Алефіренко Залишилися в запасі: Непогодов, Варакута, Задоя, Селін, Гладкий, Юсов, Черткоєв Тренер: Роман Григорчук |                        |                     |                                  |                                                                 |  |

| 29 тур 29.05.2023 / понеділок | «Чорноморець» (Одеса)    | 1 : 3               | «Рух» (Львів)                                                      | Україна, Одеса                                               |  |
| 15:00 EET +24°С | Демченко 29' Кузик 45+2' | протокол звіт відео | Сапуга 8' Соломон 17' Климчук 30' Дідик 37' Таллес 52' Климчук 64' | Стадіон: «Чорноморець» Глядачі: 0 Суддя: В. Романов (Дніпро) |  |
| «Чорноморець»: Паст - Путря , Єрмаков, Салюк, Брагару, Васильєв (Гладкий 85'), Демченко, Кузик, Хадіда (Авагімян 46'), Штогрін ( Юсов 71'), Алефіренко Залишилися в запасі: Непогодов, Варакута, Задоя, Селін, Політило, Білий, Черткоєв Тренер: Роман Григорчук «Рух»: Паньків - Роман, Дідик, Слюбик, Лях, Підгурський, Таллес (Холод 83'), Сапуга (Притула 69'), Альваренга (Квасниця 63'), Соломон, Климчук (Теслюк 83') Залишилися в запасі: Ледвій, Джеферсон, Кітела, Веремієнко, Довгий, Карабін, Мисик Тренер: Віталій Пономарьов |                          |                     |                                                                    |                                                              |  |

| 30 тур 04.06.2023 / неділя | «Металіст» (Харків)                      | 0 : 3               | «Чорноморець» (Одеса)                    | Україна, Одеса                                                  |  |
| 15:00 EET +23°С | Ралюченко 17' Ніколишин 39' Цвіренко 88' | протокол звіт відео | Салюк 69' Юсов 75' Юсов 86' Хадіда 90+2' | Стадіон: «Чорноморець» Глядачі: 0 Суддя: А. Коваленко (Полтава) |  |
| «Металіст»: Єрмолов - Мизюк, Дігтярь (Приходько 89'), Ніколишин, Коррал, Ралюченко , Багачанський (Самуел 82'), Синчук (Цвіренко 71'), Наумець, Прядун, Рязанцев Залишилися в запасі: Шумілов, Абрамов, Горенко, Кайдалов, Тепляков, Красніков Тренер: Периця Огненович (в.о.) «Чорноморець»: Паст - Єрмаков, Салюк, Путря , Брагару, Васильєв (Хадіда 65'), Демченко, Кузик, Штогрін, Алефіренко (Юсов 65'), Авагімян (Гладкий 89') Залишилися в запасі: Непогодов, Варакута, Білий, Селін, Задоя, Політило, Черткоєв Тренер: Роман Григорчук |                                          |                     |                                          |                                                                 |  |

### Загальна статистика
| Загалом | Загалом | Загалом | Загалом | Загалом | Загалом | Загалом | Загалом | Вдома | Вдома | Вдома | Вдома | Вдома | Вдома | На виїзді | На виїзді | На виїзді | На виїзді | На виїзді | На виїзді |
| І       | В       | Н       | П       | ГЗ      | ГП      | РГ      | О       | В     | Н     | П     | ГЗ    | ГП    | РГ    | В         | Н         | П         | ГЗ        | ГП        | РГ        |
| ------- | ------- | ------- | ------- | ------- | ------- | ------- | ------- | ----- | ----- | ----- | ----- | ----- | ----- | --------- | --------- | --------- | --------- | --------- | --------- |
| 30      | 9       | 8       | 13      | 35      | 40      | −5      | 35      | 2     | 4     | 9     | 12    | 22    | −10   | 7         | 4         | 4         | 23        | 18        | +5        |

## Виноски
1. ↑  У дужках: кількість офіційних матчей зіграних у сезоні як капітан / загальна кількість офіційних матчів зіграних у сезоні
2. ↑  У дужках: кількість забитих голів в офіційних матчах чемпіонату України / загальна кількість офіційних матчів зіграних у чемпіонаті України
3. ↑  У дужках: кількість забитих голів в офіційних матчах сезону / загальна кількість офіційних матчів зіграних у сезоні
4. ↑  У дужках: кількість офіційних матчей зіграних гравцем у сезоні / загальна кількість офіційних матчів команди зіграних у сезоні
5. ↑  У дужках: кількість попереджень отриманих гравцем у сезоні / кількість офіційних матчей зіграних гравцем у сезоні